# Winterbourne Down
Winterbourne Down – wieś w Anglii, w hrabstwie ceremonialnym Gloucestershire, w dystrykcie (unitary authority) South Gloucestershire. Leży 9 km na północny wschód od miasta Bristol i 166 km na zachód od Londynu.